# Patrícia
A Patrícia a Patrícius férfinév női párja.

## Gyakorisága
Az 1990-es években ritka név, a 2000-es években a 61-85. leggyakoribb női név.

## Névnapok
- március 13.[2]
- április 28.[2]
- augusztus 25.[2]

## Híres Patríciák
- Patricia Arquette amerikai színésznő
- Berek Patrícia magyar újságíró, riporter, műsorvezető
- Patricia Briggs amerikai írónő
- Patricia Cornwell amerikai író, újságíró
- Patricia Hitchcock amerikai színésznő
- Horváth Patrícia magyar vízilabdázó
- Horváth Patrícia magyar rendező
- Patricia Kaas francia énekesnő
- Kovács Patrícia magyar színésznő
- Ladányi Patrícia (Patty) magyar énekesnő
- Patricia Mayr-Achleitner osztrák teniszező
- Patricia McPherson amerikai színésznő
- Patricia Pillar brazil színésznő
- Patricia Tarabini argentin teniszezőnő
- Patricia Wartusch osztrák teniszező